# Archivio Siciliano del Cinema
ASCinema - Archivio Siciliano del Cinema è una cineteca tematica gestita dall'omonima associazione con sede a Palermo. Dichiarata dal Ministero della cultura Bene culturale di particolare importanza ed iscritta alla Federazione Italiana dei Circoli del Cinema (FICC), la cineteca è ripartita in appositi fondi: cinevideoteca, fototeca, biblio ed emeroteca, manifestoteca, fonoteca, materiali pubblicitari, cineromanzi ed archivio storico. Inoltre, l'ente custodisce numerosi cimeli museali dal precinema (lanterna magica, mondo nuovo, taumatropio, stereoscopio, cineografo, zootropio, stereofantascopio, prassinoscopio, kinetoscopio, etc.) all'avvento del cinematografo dei fratelli Lumière, seguendo poi, in chiave didattica ed evolutiva, il progresso tecnologico del cinema muto e del sonoro fino all'età moderna.

## Attività
Costituito ufficialmente il 13 settembre 2019, l'Archivio opera nel campo delle attività archivistiche e museali e, oltre alla gestione dell'archivio, svolge attività di restauro e conservazione; collaborazione a festival, rassegne, mostre, seminari ed eventi affini; iniziative socio-educative; partecipazione e cooperazione con produzioni cinematografiche e televisive; produzioni editoriali; fruizione via web e app.
L'ente coopera con le istituzioni pubbliche e private alla promozione della storia e della cultura cinematografica, anche in rapporto alle altre arti classiche e moderne. Interagisce con le istituzioni scolastiche di ogni ordine e grado, pianificando e realizzando proiezioni, laboratori e seminari inclusi in un percorso di fruizione didattica e di educazione all'immagine.

## Eventi
L'Archivio collabora con Rai 3 e France 3 – Provence Alpes per la realizzazione di programmi TV come Mediterraneo. Tra le altre cooperazioni, va ricordata quella del 2020 con sempre Rai 3 per la realizzazione della puntata di Grande amore condotta da Carla Signoris e dedicata a Elio Petri e Giuliana De Sio, andata in onda il 2 febbraio. Per il centenario dalla nascita di Nino Manfredi, ASCinema ha cooperato con Rai Documentari, Istituto Luce Cinecittà, Duque Italia e il patrocinio del Comune di Roma Capitale per la realizzazione di Uno, nessuno, cento Nino, documentario diretto da Luca Manfredi e andato in onda su Rai 2 il 22 marzo 2021. ASCinema ha collaborato anche alla produzione del documentario Ennio di Giuseppe Tornatore per la Piano B Produzioni ed uscito in Italia il 27 gennaio 2022, e con Rai Cultura per la realizzazione del programma TV Storie contemporanee - Fuori i matti! Il Mezzogiorno e la legge Basaglia, in onda su Rai Storia e altre reti Rai generaliste dedicato alla psichiatria nel Mezzogiorno.
Grazie al sostegno del Ministero della cultura, nel 2020 è stata avviata la digitalizzazione dei supporti analogici e cartacei delle sezioni archivistiche dell'ente: cinevideoteca, biblioteca, fototeca, manifestoteca, fonoteca, materiali pubblicitari, cineromanzi ed archivio storico.
Nel settembre-ottobre del 2020 l'Archivio ha partecipato alla rassegna cinematografica A storia d'a Sicilia Film Festival, organizzata dalla Cooperativa Carlo Cottone presso Villa Castelnuovo e Palazzo Riso col sostegno dell'Assessorato Regionale dei beni culturali e dell'identità siciliana, mentre l'11 ottobre 2020 organizza Salus populi. Epidemia e cura: dalle carte d'archivio al cinema, mostra cinematografica per le Domeniche di carta promossa dal MiBACT e dalla Soprintendenza Archivistica della Sicilia - Archivio di Stato di Palermo presso l'ex convento della Gancia.
Nel dicembre del 2020 l'Archivio ha dato vita a Cinefocus, una collana editoriale tematica; il primo libro Luci sulla città, Palermo nel cinema dalle origini al 2000 è stato pubblicato nel febbraio 2021, col sostegno del Comune di Palermo e della Regione Siciliana. Nel 2022 sono stati pubblicati, Cinema protogiallo italiano. Da Torino alla Sicilia, la nascita di un genere (1905-1963), con la collaborazione del Comune di Palermo, DAMS e Centro Sperimentale di Cinematografia, Beati Paoli. Cinema e media  e Il testamento fantastico. Il cinema espressionista tedesco (1913-1935), col sostegno del Ministero della cultura .
L'Archivio ha curato le proiezioni cinematografiche all'interno del Festival Cinema sotto un cielo di stelle, edizioni 2019, 2020, 2021, in cooperazione col Comune di Isnello, Città metropolitana di Palermo.

## Sezioni archivistiche
Fondo cinevideoteca
Tutti i fondi cinetecari contano complessivamente oltre 61 200 unità filmiche su diversi supporti, in italiano e altre lingue, suddivise per tipologia (film a soggetto, documentari, spezzoni, trailer, registrazioni TV o più versioni dello stesso film in più lingue o montaggi diversi). Il fondo include alcune centinaia di pellicole in 8mm e Super8mm relative a registrazioni private degli anni Cinquanta, Sessanta e Settanta di rilievo socio-antropologico.
Fondo fototeca
Comprende oltre 2 000 foto di scena e di set cinematografici ed include una miscellanea disomogenea di scatti privati di attori, registi, sceneggiatori e tecnici e addetti ai lavori, fotografati da fotografi noti o poco conosciuti.
Fondo biblioteca ed emeroteca
Il patrimonio bibliografico a tematica cinematografica e letteraria, in italiano e in altre lingue, include oltre 15 000 volumi, 9 000 riviste specializzate, periodici e rotocalchi, 2 000 fanzine, 1 600 fumetti, dal cinema muto ai nostri giorni.
Fondo manifestoteca
È costituito da oltre 58 000 tra affissi, fotobuste, soggettoni e locandine in diversi formati e relativi in gran parte al cinema italiano, ma anche europeo ed internazionale.
Fondo fonoteca
Custodisce una raccolta di circa 4 400 dischi in vinile 78, 33 e 45 giri e CD tra colonne sonore ufficiali o con contenuti e canzoni connessi al cinema, come numerose registrazioni recitative impersonate da attori.
Fondo materiali pubblicitari
La collezione attinente proviene prevalentemente dalla distribuzione italiana, europea ed americana. Rilievo storico-documentale e cronologico rivestono i flani pubblicitari, guide pubblicitarie, cartelle-stampa, brochure, pressbook e opuscoli a corredo della distribuzione cinematografica.
Fondo cineromanzi
Tra le testate italiane custodite figurano le serie di Cineromanzo per Tutti, I Vostri Film, Roman Film Color, Super Star – Cineromanzo Gigante, Malìa, Cinestop, Wampir, Cinesex e molti altri. Le testate francesi annoverano le serie di Votre Film, Les Films Pour Vous, Les Films du Coeur, Star Ciné Bravoure, Star Ciné Vaillance, Star Ciné Aventures, Star Ciné Cosmos, eccetera. A ciò è dedicato il Fondo Franco Bozzesi, con più di 2 100 pubblicazioni diffusissime prevalentemente in Italia e Francia, ad opera di editori italiani, con sezioni ridotte di opere stampate in Spagna, Belgio, Brasile ed Argentina. Questo fondo include anche i cinefumetti.
Fondo archivio storico
Custodisce fascicoli, incartamenti, dossier, allegati, carteggi epistolari, certificazioni, atti, attestati e quant'altro documenti e rintracci le attività professionali e private di registi, produttori, sceneggiatori, attori e di tutti gli addetti al cinema, nonché delle case di produzione e distribuzione. Inoltre, si preservano documenti attinenti sceneggiature, visti di censura, schede di recensione e di noleggio, sinossi, quaderni di produzione, contratti, bilanci ed una raccolta di appunti, schizzi, articoli, ritagli di giornale, francobolli a soggetto cinematografico et similia.